# Hrada
Hrada je vrcholová plošina s pravěkým a raně středověkým osídlením na severozápadním okraji Příhrazské vrchoviny v chráněné krajinné oblasti Český ráj. Lokalita je zároveň součástí evropsky významné lokality soustavy NATURA 2000 a přírodní rezervace Příhrazské skály. Leží asi jeden kilometr nad vesnicemi Dneboh a Olšina v okresu Mladá Boleslav ve Středočeském kraji. Lokalita je od roku 1967 zapsána jako nemovitá kulturní památka.

## Popis
Hrada představují významnou botanickou lokalitu Českého ráje. Z okrajů plošiny jsou daleké výhledy na sever až jihozápad, skalní věže jsou využívány horolezci.

## Geomorfologické zařazení
Vrch náleží do celku Jičínská pahorkatina, podcelku Turnovská pahorkatina, okrsku Vyskeřská vrchovina, podokrsku Příhrazská vrchovina a jeho Slivické části.

## Hradiště Hrada
Území je významnou archeologickou lokalitou prvně popsanou v osmdesátých letech devatenáctého století. Ve starší vlastivědné a archeologické literatuře je známá pod názvem Mužský – Hrada. Pískovcové masivy v okolí vrchu Mužský tvořily přirozené opevnění jednoho z nejlépe bránitelných hradišť v Čechách. Poloha byla již k roku 1554 nazývána Hradiště, později Hrad nebo Hrada.
Na jihozápadě vybíhá úzká rokle, odděluje plošinu Hrad od menší ostrožny Klamorna. Obě polohy spolu patrně tvořily většinu doby jeden celek. Východní a jižní strana jsou ohraničeny dalšími roklemi (Pod Hrady a Peklo). Z této strany byla náhorní plošina zranitelnější, proto zde bylo vybudováno opevnění. To se dochovalo nad srázem do rokle v podobě 1–2 m vysokého a 2–4 m širokého valu. Celková dochovaná délka valu činí asi 250 m. Těleso valu z vnější strany patrně zpevňovala palisáda.
Osídlení je doloženo nejpozději na počátku zemědělského pravěku – v neolitu (šárecký stupeň kultury s keramikou lineární, kultura s vypíchanou keramikou) a eneolitu (zejména kultura nálevkovitých pohárů). Významné sídliště zde stálo v mladší a pozdní době bronzové (lužická kultura), kdy je předpokládáno vybudování opevnění na východní a jižní straně sídliště. Další fáze osídlení spadá do pozdní doby halštatské a doby laténské. Funkci opevněného sídliště měla Hrada se sousední Klamornou i v raném středověku, snad již na počátku devátého století. Nečetné osídlení pokračuje i v první polovině desátého století.
Ve vrcholném středověku byl v severozápadním cípu, na skalních blocích postaven hrad nazývaný Drábské světničky. V jižní části lokality se nachází zřícenina Píčova statku.

## Přístup
Automobilem se dá nejblíže dopravit na parkoviště Dneboh – Kavčina k západnímu úpatí. Pak pokračovat pěšky na Drábské světničky po modré turistické stezce. Nebo lze přijet do Olšiny a vyjít nahoru po žluté stezce a u Studeného průchodu se napojit na modrou společně s červenou (ta obkružuje plošinu ze všech stran kromě východní) opět směrem na Drábské světničky. Na vrchol plošiny je třeba sejít ze stezek k jihovýchodu.